# Förhöret (film, 1989)
Förhöret är en svensk TV-film från 1989 baserad på ett avsnitt ur Jan Guillous roman Fiendens fiende om den svenske underrättelseofficeren Carl Hamilton. Carl Hamilton har kallats till förhör hos riksdagens konstitutionsutskott.

## Medverkande (urval)
- Stellan Skarsgård - Hamilton
- Helén Söderqvist - Eva-Britt
- Guy de la Berg - Överbefälhavaren
- Carl-Axel Karlsson - Kommendör Samuel Ulfsson
- Sten-Göran Camitz - Generalen
- Lars Göran Carlsson - Utrikesminister
- Niklas Falk - Kabinettssekreterare Sorman
- Christer Söderlund - Säpochef
- Göran Graffman - Redaktionschef
- Berit Tancred - Britta Olecloo

Jan Guillou syns i en cameo som en av de journalister som bevakar utfrågningen i konstitutionsutskottet.